# アルビレックス新潟バルセロナ
アルビレックス新潟・バルセロナ（アルビレックス・にいがた・バルセロナ）は、2013年8月に、アルビレックス新潟のシンガポール現地法人「アルビレックス新潟シンガポール」が運営元となって、スペイン・カタルーニャ州で設立したサッカークラブである。

## 概要
運営元のアルビレックス新潟シンガポールは、Sリーグ（シンガポールリーグ）に所属し、日本国外のサッカートップリーグで唯一日本人主体で運営するサッカークラブとして参戦し、日本人選手がシンガポールで実践機会を求めて戦いステップアップの舞台としており、そこから数多くのプロ選手を日本国内外に輩出してきた。
このノウハウを生かし、現地在住日本人や、日本からの留学生などを募集し、実際に日本の都道府県リーグに相当するカタルーニャ州リーグ第4部からリーグ戦に参入すると共に、スペイン語・ポルトガル語・英語などの語学研修や、現地のサッカークラブとの協力による合同練習や試合観戦などの研修を通して、より高水準のサッカーと語学技術を同時に受けられる環境を整備していく。また世界に通用する日本人の人材発掘もテーマになっている。
日本国内からの選手（留学生）選考は原則として前年度の4月から11月にかけて募集を行い、書類・実技・一般教養・面接などの審査を経て翌年8月に選出メンバーがスペインに渡り、そこから翌年5-6月までのリーグ戦期間にカタルーニャ4部でプレーしながら現地研修を実施する。
また、このプロジェクトは2013年から2014年の2年間をかけて展開する「日本・スペイン交流400周年記念事業プロジェクト年間」の、公式プログラムの一環として日本の外務省より認定された。

## 他の日本チームによる海外サテライト
- 湘南ベルマーレ#日系ベルマーレ（パラグアイ地方2部リーグ在籍）